# Michael Katleman
Michael Katleman é um diretor e produtor de televisão estadunidense. Seus trabalhos notáveis são em Smallville, Tru Calling, Gilmore Girls, Northern Exposure, Dark Angel e The Vampire Diaries. Em 2007, Katleman dirigiu o filme Primeval.

## Filmografia
- Primeval
- Tru Calling
- Birds of Prey
- Smallville
- China Beach
- Point Pleasant
- Gilmore Girls